# Olgas Rock

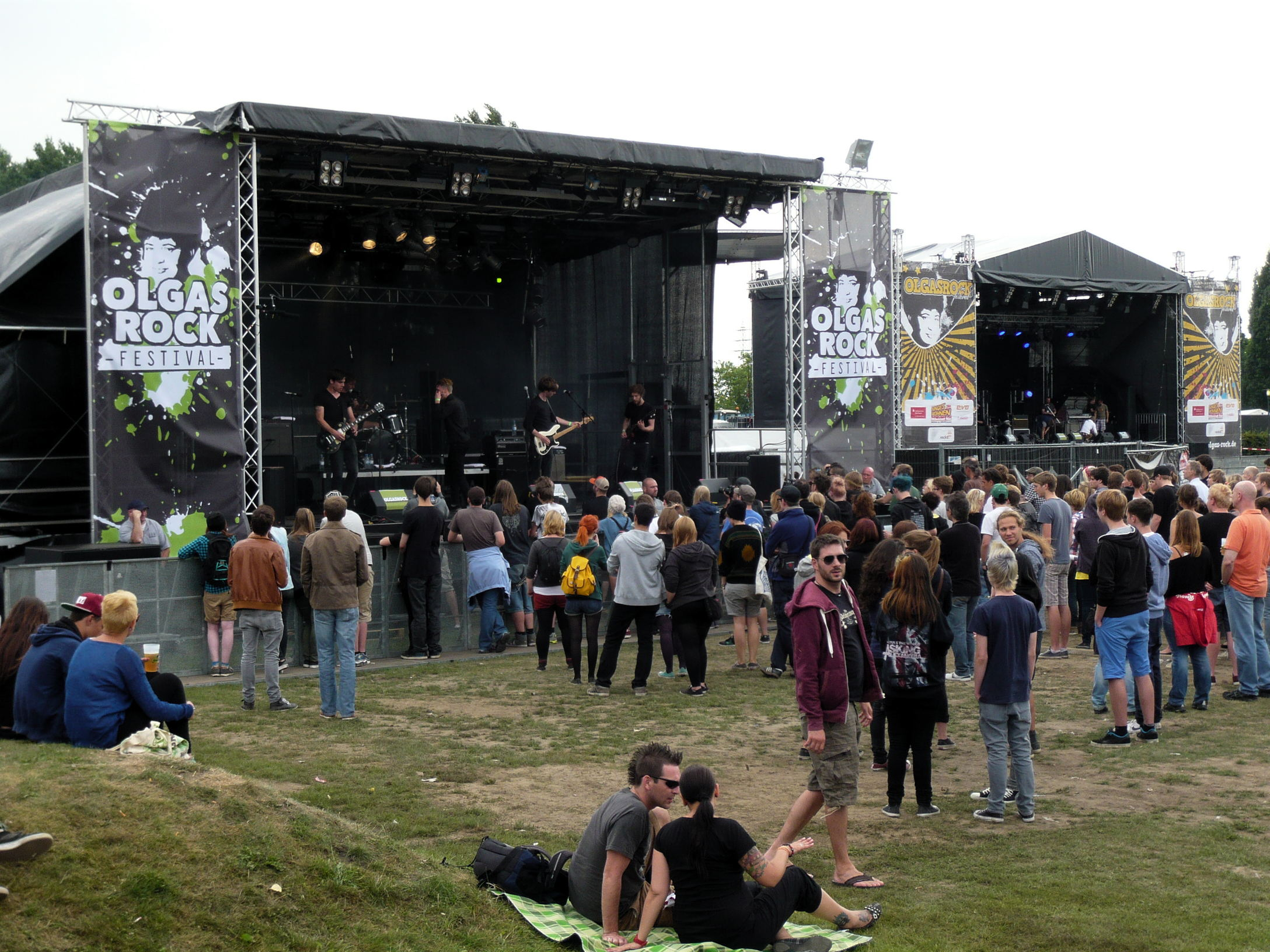
Bühne 2 und Bühne 1 beim Olgas Rock Festival 2013 in Oberhausen

Olgas Rock war ein „Umsonst-und-Draußen-Musikfestival“, das von 2000 bis 2025 im Olga-Park in Oberhausen-Osterfeld stattfand.

## Konzept
Bei Olgas Rock traten Künstler aus verschiedenen Musikrichtungen auf, das Hauptaugenmerk lag auf Rock und Punk. In den letzten Jahren wurden vereinzelt auch Künstler aus Genres wie Hip-Hop und Metal für das Festival gebucht. Von 2006 bis 2023 wurden zwei Bühnen abwechselnd bespielt, sodass Besucher alle Auftritte komplett und ohne lange Pausen für den Umbau ansehen konnten.

## Geschichte
Das Festival wurde in Zusammenarbeit vom Kulturbüro der Stadt Oberhausen und dem Verein zur Förderung der Rockmusik „Rocko“ veranstaltet. Allerdings musste die Stadt die Subventionen in den Jahren 2013 und 2014 um jeweils 10.000 Euro kürzen. Daher wurde eine Spendenaktion gestartet. Von 2000 bis 2023 fand das Festival jährlich statt, mit Ausnahme der Absagen 2020 und 2021 wegen der COVID-19-Pandemie. Aufgrund des Wegfalls von Fördergeldern und gestiegener Kosten fiel das Festival 2024 aus und sollte zunächst ab 2025 alle zwei Jahre stattfinden. Wegen der stark gestiegenen Kosten für die Durchführung derartiger Großveranstaltungen wird das Festival nach 2025 nicht mehr fortgeführt.
Im Jahr 2025 besuchten insgesamt 32.500 Besucher das zweitägige Musikfestival.

## Gebuchte Künstler (seit 2006)

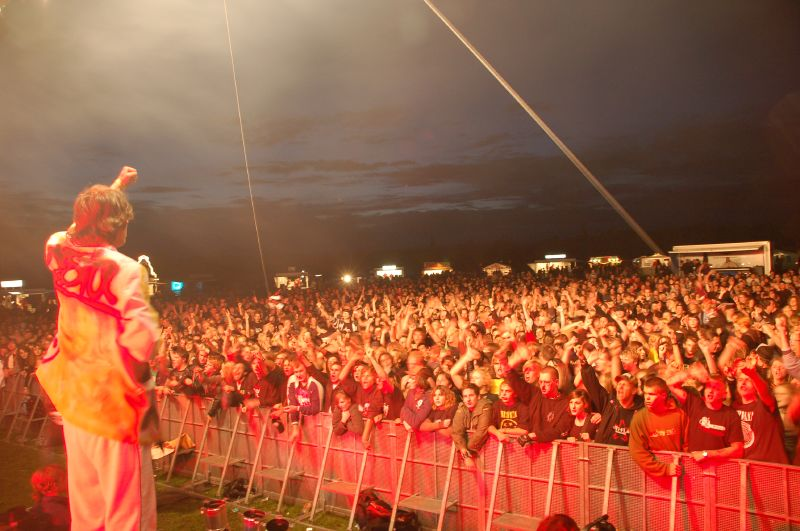
Szene vom Auftritt der Ska-Punk-Band Sondaschule 2006

Siehe auch  für eine Liste der Künstler, die seit 2007 aufgetreten sind.

### Bis 2010
2006 
Blues Brother Castro, Echo Appartment, Fire in the Attic, The Go Faster Nuns, Gods of Blitz, Greener, Heartbreak Motel, junges glueck, Karma Come, Kate Mosh, Misty’s Big Adventure, Montreal, Schrottgrenze, Sondaschule, The, Trashmonkeys, Trijahnity, Trip, Turbostaat
 2007 
LostAlone, Itchy Poopzkid, Fotos, Bitune, Genepool, Kilians, Emmy Shot A Unicorn, Donots, The Robocop Kraus, Disco Ensemble, The Porters, One Fine Day, ClickClickDecker, Tony Gorilla, Crash Casino, Brisk
 2008 
Kaizers Orchestra, Klee, Monsters of Liedermaching, The World Inferno Friendship Society, Dúné, 5BUGS, Escapado, Claus Grabke, The Guns, Uncommon Men from Mars, Pete Blume, Seething Floors, Be Quiet Shout Loud, Dewanto, The Bonny Situation, Gravity Rail, Captain Cosmos, Fools Errant, Castillo, Freaks on Floor, Crope Circle
 2009 

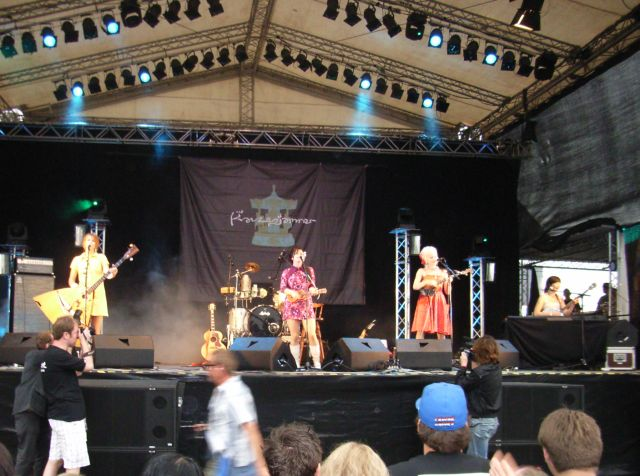
Bühne beim Auftritt von Katzenjammer 2009

The (International) Noise Conspiracy, Sondaschule, Katzenjammer, Ghost of Tom Joad, The Chapman Family, Auletta, Mikroboy, Mofa, Sixxxten, Zero, Arme Ritter, 4Mile Drive, Loveboat, Mode Execute, Ready, Prisca Jones, Thalamus, The Saffrons, Make It Real project, A Lucid Moment, Eben unruhig, Egotronic, Freizeichen
 2010 
Lagwagon, No Use for a Name, Betontod, Scumbucket, Grossstadtgeflüster, De Staat, The Picturebooks, Talco, Young Rebel Set, Dioramic, Thalamus, Glass Avalanche, Stefany June, Jimmy & The Sounds, Verdant Effect, dangger!beuys, Susanne Blech, Dakota, Die Querschlaeger, Cama Maya

### 2011 bis 2020
2011 
Jupiter Jones, Irie Révoltés, Royal Republic, Mad Sin, A Wilhelm Scream, Kraftklub, Adolar, Le Fly, King Confidence, Pascow, The Staars, Horse the Band, Die Magneten, Tusq, No School Reunion, Minerva, Take Viki, Blow the Bricks, EuroRock, A Lucid Moment
 2012 
Zebrahead, Yellowcard, Triggerfinger, Eskimo Callboy, Bratze, Expeditionsteam, Susanne Blech, Dÿse, Hoffmaestro, Los Placebos, I Heart Sharks, Path of Golconda, The Bianca, Story, Lessons, Paperstreet Empire, LSD on CIA, Venom in Veins, Dyora, Betrayers of Babylon, The Previews, Sole Sentry, EuroRock, The Tideline
 2013 
Sondaschule, Itchy Poopzkid, Snuff, OK Kid, Monsters of Liedermaching, Supershirt, Chakuza, Abby, Massendefekt, His Statue Falls, Tonbandgerät, Captain Capa, Steaming Satellites, Templeton Pek, Tim Vantol, findus, Fools Errant, Mondo Mash Up Soundsystem, Taller Than Trees, Rebel.Ex, Fix U If U Broke, Bellyeyesmile, The Soultrane, The Naked Sweat Drips
 2014 
Apologies, I Have None, Breathe Atlantis, Callejon, Captain Disko, Decent Paint Box, Die ganz normalen Bürger, Egotronic, Heisskalt, Leitkegel, Love A, Mark Foggo, Max Krumm, Ohrbooten, Paperstreet Empire, Public Undercover, Resistanzen2, Starry, The Desert Company, The Gimme Gimmicks, The Intersphere, The Magic Flip, To the Rats and Wolves, Turbostaat, UNS, Useless ID
 2015 

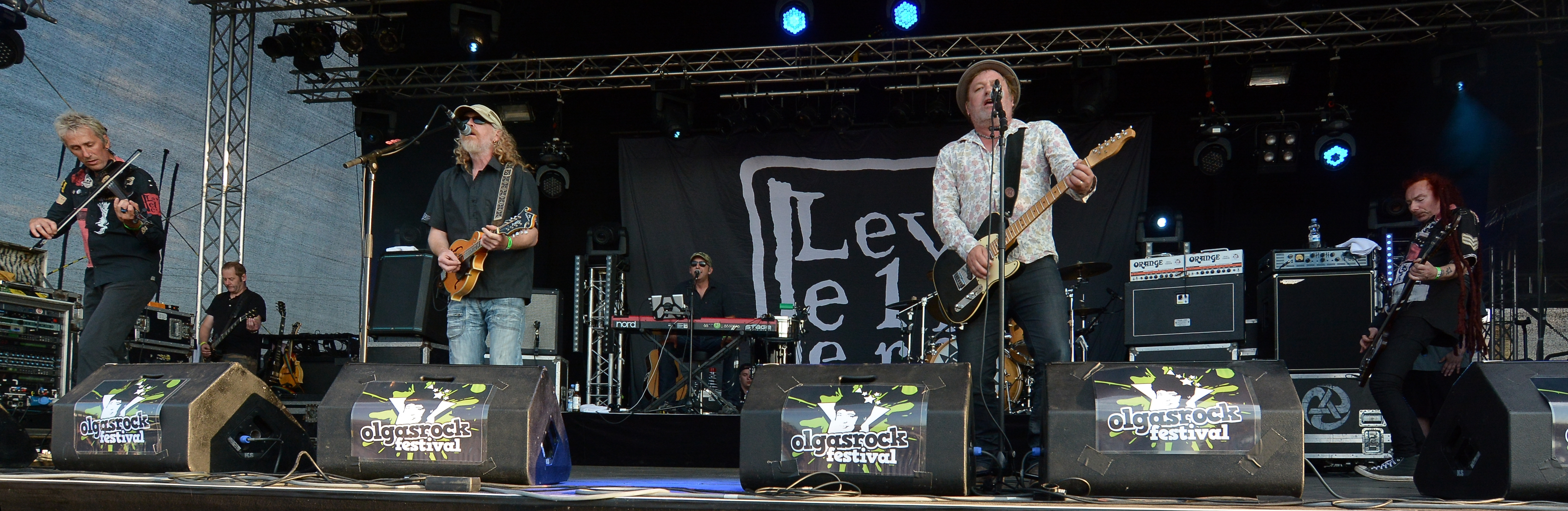
The Levellers

Adam Angst, Any Given Day, Atoa, Augustines, Chikasaw, Christian Steiffen, Emil Bulls, Erik Lengowski Trio, Flash Forward, Go Go Berlin, Jaya the Cat, The Levellers, Miwata, Mouses, NinetyFour X, Razz, Rogers, Sebastian Dey, Teenage Bottlerocket, The Ocean Screams, The Pariah, The Smith Street Band, The Story So Far
 2016 
8kids, Ankerkette, Annisokay, Astairre, Avalanche Party, Birth of Joy, Eskimo Callboy, Francis Riley & The Floorboarders, Iceland Iceland, Isaac Vacuum, Kmpfsprt, Le Fly, Liar, Liedfett, Lot, Mantar, The Subways, The Tips, Tüsn, U3000, Und wieder Oktober, Xela Wie und als Überraschungsgast: Sondaschule
 2017 
Anti-Flag, Any Given Day, Beatmartin, Bold Sun, Der Butterwegge, De Staat, Düsentrieb, Emscherkurve 77, Good Riddance, Faber, Face to Face, In Crowns, Itchy, Like a Mess, Llung, Los Placebos, Mad Caddies, Meine Zeit, Neufundland, Ryberski, The Magic Flip, Tom Allan
 2018 
Sondaschule, Caliban, Swiss und die Andern, Fjørt, Mr. Irish Bastard, Steakknife, Smile and Burn, Mondo Mashup, Illegale Farben, Flash Forward, Captain Disko, Kochkraft durch KMA, Kopfecho, Be Quiet. Shout Loud!, Roccos Red Cloud, The Muted Kingdom, Angry Youth Elite, Louder Than Wolfes, Dear Dolores, Broken Blessing
 2019 
Grossstadtgeflüster, Eskimo Callboy, Satanic Surfers, Russkaja, Waving the Guns, Der Butterwegge, 7ules, Pott Riddim, The Thrill, Use Möre Gas, Dote, The Intersphere, Buster Shuffle, Kochkraft durch KMA, Breathe Atlantis, Lysistrata, Latte+, Intrepid, Strange Within, Binyo
 2020 
(abgesagt)

### Ab 2021
2021 
(abgesagt)
 2022 
Ignite, Swiss und die Andern, Itchy, Ash, Le Fly, Montreal, The Tips, Der Butterwegge, Kapelle Petra, Ghøstkid, Schreng Schreng & La La, LapplÆnder, Hi! Spencer, Binyo, Joseph Boys, Heiter bis wolkig, 100 Kilo Herz, The Doghunters, Nix Festes, Dote
 2023 
The Rumjacks, Voodoo Jürgens, 24/7 Diva Heaven, 4Dirty5, Bokassa, Naft, Two and a Half Girl, Any Given Day, Annisokay, Good Riddance, Flash Forward, Captain Disko, Angry Youth Elite, Slime, Lostboi Lino, March, Frank’s White Canvas, Eaten By Snakes
 2024 
(abgesagt)
2025
Akne Kid Joe, Der Butterwegge, Callejon, Deine Cousine, Donots, Emma Bricks, Engst, Montreal, One21, Rat Boy, ReTown, The Magic Flip, Tilly Pantha, Sondaschule. Im Gegensatz zu den vorherigen Jahren wurde nur eine Bühne bespielt.